# 루드 보이 (영화)
루드 보이(Rude Boy)는 영국에서 제작된 잭 하잔, 데이비드 민가이 감독의 1980년 영화이다. 1978년과 1979년 초에 촬영되었다.

## 출연
- 더 클래시
- 폴 사이모넌
- 조 스트러머